# Izgubljen u kući smeha
Izgubljen u kući smeha (Lost in the Funhouse, 1968) je zbirka kratkih priča američkog autora Džona Barta. Ove postmoderne priče su izrazito autorefleksivne i smatraju se značajnim primerom metafikcije.
Iako Bartova reputacija poglavito počiva na njegovim dugim romanima, priče „Noćno putovanje po moru“, „Izgubljen u kući smeha“, „Naslov“ i „Životna priča“ iz zbirke Izgubljen u kući smeha nalaze se u mnogim antologijama. Knjiga se prvi put pojavila godinu dana nakon objavljivanja njegovog eseja Književnost iscrpljenosti, u kojem je Bart rekao da su tradicionalni modeli realistične fikcije istrošeni, ali da se ova iscrpljenost sama po sebi može iskoristiti kao inspiracija za buduću generaciju pisaca, navodeći Nabokova, Beketa, i posebno Borhesa kao predstavnike ovog novog  pristupa. Zbirka Izgubljen u kući smeha je ove ideje dovela do ekstrema, zbog čega su je kritičari i hvalili i osuđivali.

## Kratak pregled dela
Svaka priča se može posmatrati kao zasebna celina, a zapravo neke od njih su objavljene zasebno pre nego što su objedinjene u zbirku. Bart, međutim, insistira na serijskoj prirodi priča, i na tome da se jedinstvo može uočiti u njima kada se posmatraju kao celina. Bart izražava pesimizam u svojim pričama i kaže da se poistovećuje sa „Anonimijadom“.

## Pozadina nastanka dela
Kada je Bart pošao na Univerzitet Džon Hopkins 1947. godine, upisao se na jedan od samo dva kursa kreativnog pisanja koji su u to vreme bili dostupni u Sjedinjenim Američkim Državama. Postao je jedan od prvih profesora koji predaju isključivo kreativno pisanje. Priče u delu Izgubljen u kući smeha prikazuju zainteresovanost profesora za forme fikcije.
Izgubljen u kući smeha je Bartova prva knjiga objavljena posle Književnosti iscrpljenosti iz 1967. godine, eseja u kome Bart tvrdi da su tradicionalni načini realističnog pisanja iscrpljeni i da više ne služe savremenom piscu, ali da iscrpljenost tehnika može biti pretvorena u novi izvor inspiracije. Bart je naveo nekolicinu savremenih pisaca, kao što su Vladimir Nabokov, Semjuel Beket, i posebno Horhe Luis Borhes,  kao značajne primere.
Neki su ovo delo kasnije počeli da smatraju ranim opisom postmodernizma. Bart je opisao priče iz ove zbirke kao „pretežno poznomodernističke“ i „postmodernističke“.

## Uticaji
Horhe Luis Borhes je imao najveći uticaj, kako je Bart priznao u više navrata, naročito u  eseju „Književnost iscrpljenosti“ . Pored Borhesa i Beket je uticao na Barta.

## Istorija objavljivanja
Nekoliko priča napisanih između 1966. i 1968. godine već je bilo zasebno objavljeno.
Bart je jednom prilikom rekao da je svoje knjige pisao u parovima. Zbirka priča Izgubljen u kući smeha je izašla 1968. godine i za njom je usledila Himera 1972, zbirka od tri samosvesne, međusobno povezane metafikcijske novele.

## Priče
Zbirka priča započinje „Okvirnom pričom“ u kojoj su „JEDNOM DAVNO“ i „BEŠE PRIČA KOJA JE ZAPOČELA“ ištampani vertikalno, jedan na svakoj stranici prvog lista knjige. Čitalac ovo treba da iseče i spoji krajeve, nakon što papir jednom uvrne u Mebijusovu traku. Na ovaj način se dobija regressus ad infinitum, beskonačno vraćanje, petlja bez početka i kraja.
Za njom sledi „Noćno putovanje po moru“, priča ispričana u prvom licu koja prati ljudski spermatozoid koji je na svom putu da oplodi jajnu ćeliju. Ovo je alegorijska priča o ljudskom životu u zbijenoj formi.
U „Peticiji“ jedan od sijamskih blizanaca, koji je stomakom spojen za bratovljeva leđa, piše peticiju Prajadhipoku, kralju Sijama (današnji Tajland) 1931. godine, žaleći se da njegov brat ne priznaje da on postoji.
U „Meneladi“ Bart šeta čitaoce unutar i van sedam metaleptičkih slojeva. Menelaj očajava kako se priča razvija kroz uzastopne slojeve znakova navoda, jer je jedna priča unutar druge, a potom još jedne.
„Autobiografija“ je namenjena za monofonsku traku i za vidljivog, ali nemog autora.
Tri priče – „Ambroz, njegov beleg“, „Vodena poruka“ i naslovna priča „Izgubljen u kući smeha“ – odnose se na mladića pod imenom Ambroz i članove njegove porodice. Prva priča je ispričana u prvom licu, i vodi do opisa kako je Ambroz dobio ime. Druga je ispričana u trećem licu, i napisana namerno arhaičnim stilom. Poslednja ima najviše elemenata metafikcije od sve tri priče. U njoj narator daje komentare o formi priče i književnim sredstvima, dok se priča razvija.
„Životna priča“ je još jedan metafikcijski komentar na sopstveno pripovedanje. U priči koja je verovatno rasprava između para koji ima probleme u vezi, Bart odbija da pruži detalje poput imena i opisa, i umesto toga samo koristi reči „ispunite praznine“.
U skladu sa podnaslovom knjige – „Proza za štampanje, snimanje, glas uživo“ Bartova „Piščeva napomena“ ukazuje na brojne medije preko kojih se neke od ovih priča mogu preneti. On posebno napominje da se nasnimljeni i/ili živi glas može iskoristiti za priče „Noćno putovanje po moru“, „Glosalija“, „Eho“, „Autobiografija“ i „Naslov“.

### Spisak priča
- „Okvirna priča“
- „Noćno putovanje po moru“
- „Ambroz, njegov beleg“
- „Autobiografija“
- „Vodena poruka“
- „Peticija“
- „Izgubljen u kući smeha“
- „Eho“
- „Dve meditacije“
- „Naslov“
- „Glosolalija“
- „Životna priča“
- „Menelajada“
- „Anonimijada“

## Recepcija
Zbirka priča Izgubljen u kući smeha je nominovana za Američku nacionalnu nagradu za književnost, (Bart će ovu nagradu osvojiti svojom sledećom knjigom Himera 1973. godine).
Među Bartovim kritičarima, Džon Gardner koji je u svom delu O moralnoj fikciji (On Moral Fiction) napisao da su Bartove priče nemoralne i lažne jer prikazuju život kao apsurdan.
Maks F. Šulc tvrdi da „Bartova karijera zrelog pripovedača počinje zbirkom Izgubljen u kući smeha“, a Dejvid Morel je nazvao priču „Izgubljen u kući smeha“ „najvažnijim, najprogresivnijim i najuticajnijim kratkim proznim delom američke književnosti u deceniji u kojoj je objavljena“.